# Osztie Zoltán
Osztie Zoltán (Budapest, 1958. augusztus 17. –) magyar plébános, teológiatanár, 1996–2016 között a KÉSZ országos elnöke, a Polgári Magyarországért Díj kitüntetettje. 

## Élete
Felvidéki és délvidéki származású polgári családban született, amely trianont fájdalmas igazságtalanságként élte meg. Anyai nagyapjának éttermét a Rákosi-korszakban államosították, s az idős embert az ávósok súlyosan bántalmazták az Andrássy út 60.-ban. Édesapja tízéves korában elhagyta őket. A nyolcadik kerületi Tisztviselőtelepen nőtt föl,
A Veres Pálné Gimnáziumban 1976-ban érettségizett, majd a Központi Papnevelő Intézet hallgatója lett, Nádasi Alfonz, a kivételesen művelt és konzervatív bencés szerzetes (Kodály Zoltán lelki atyja) keze alá, aki később is döntő szerepet játszott az életében. Ekkor került közeli kapcsolatba Pápai Lajossal, a Szeminárium spirituálisával, a Győri egyházmegye 2016-ban kora miatt nyugalmazott püspökével is.
1981-es pappá szentelése után Érsekvadkertre, majd Nyergesújfalura került káplánnak. 1986-ban kinevezték a Szigetközbe, az ásványrárói Szent András-templom plébánosává. 1988-ban a budapesti Belvárosi Nagyboldogasszony Főplébániatemplom plébánoshelyettese lett, majd nyolc évig a tisztviselőtelepi Magyarok Nagyasszonya-plébániatemplom plébánosa volt. 1997 óta a Belvárosi Plébániatemplom plébánosa. Egyházi szolgálata mellett a Hittudományi Akadémián oktat.
Alapító elnökének halála után, 1997-ben elnyerte a Keresztény Értelmiségiek Szövetsége országos elnöki pozícióját (amelyet 2016-ig töltött be). A KÉSZ a Civil Összefogás Fórummal szoros kapcsolatba került, s Osztie a Civil Együttműködési Alap alelnöke lett.

## Politikai tevékenysége
Minden évben tart hálaadó misét Orbán Viktor születésnapján. Már legalább 12 alkalommal tartott ilyen jellegű misét. A teológus biztos abban, hogy volt valamilyen szerepük a kétharmados választási győzelemhez. Ezzel kapcsolatban úgy fogalmazott: „Ha hiszünk abban, hogy az imádságnak ereje van, és formálja a lelkeket, akkor eleve csak igen lehet a válasz”.

## Elismerései
2016: Polgári Magyarországért Díj
2022: Széchenyi Társaság díja